# Василево (село, Угличский район)
Василево — село в Угличском районе Ярославской области России. 
В рамках организации местного самоуправления входит в Ильинское сельское поселение, в рамках административно-территориального устройства является административным центром Василевского сельского округа.

## География
Расположено в 36 км к юго-востоку (по прямой) от города Углича.

## История
Церковь в селе Василеве - во имя Покрова Пресвятой Богородицы каменная с тремя приделами: в настоящей холодной - престол во имя Покрова Пресвятой Богородицы; в теплой: правый придел - во имя св. и чудотв. Николая, а с левой стороны - во имя препод. Серафима Саровского чудотв. Церковь построена в 1791 году на средства прихожан. Правый придел построен и освящен в 1828 году, а левый в 1905 году. 
В конце XIX — начале XX село являлось центром Василевской волости Угличского уезда Ярославской губернии. 
С 1929 года село являлось центром Василевского сельсовета Угличского района, в 1944 — 1959 годах — в составе Ильинского района, с 2005 года — в составе Ильинского сельского поселения.

## Население
| 1859 | 2007 | 2010 |
| ---- | ---- | ---- |
| 342  | ↘217 | ↘210 |

Согласно результатам переписи 2002 года, в национальной структуре населения русские составляли 99 % от всех жителей.

## Инфраструктура
В селе имеются Василёвская средняя общеобразовательная школа (основана в 1866 году, новое здание в 1980 году), детский сад, дом культуры, фельдшерско-акушерский пункт, отделение почтовой связи. 

## Достопримечательности
В селе расположена недействующая Церковь Покрова Пресвятой Богородицы (1791).